# Frederick Schwatka
Frederick Gustavus Schwatka (Galena, 29 settembre 1849 – Portland, 2 novembre 1892) è stato uno scrittore e militare statunitense laureato in medicina e diritto. Esplorò Canada settentrionale ed Alaska.

## Gioventù e carriera
Schwatka nacque a Galena (Illinois) da Federick Gustavus Sr. e Amelia (Hukill) Schwatka. Il padre Frederick G. Sr. (1810-1888) era nato a Baltimora da August e Catherine (Geissendorfer) Schwatke (termine tedesco con la stessa pronuncia), immigrati luterani originari rispettivamente della Prussia orientale (oggi Polonia orientale) e Baviera. La madre Amelia Hukill (1812-1885) era nata nei pressi di Bethany, nella contea di Brooke, nell'odierna Virginia Occidentale ed era figlia di immigrati inglesi e scozzesi. All'età di 10 anni la sua famiglia si trasferì a Salem (Oregon). Schwatka lavorò in Oregon come apprendista tipografo e frequentò la Willamette University. Fu accettato alla United States Military Academy di West Point nel 1867 e terminò gli studi nel 1871, diventando sottotenente del 3º cavalleria del territorio del Dakota. Dopo aver studiato contemporaneamente legge e medicina fu ammesso al Barreau del Nebraska nel 1875 e ricevette l'attestato medico dal Bellevue Medical College di New York nello stesso anno.

## Ricerca della spedizione di Franklin

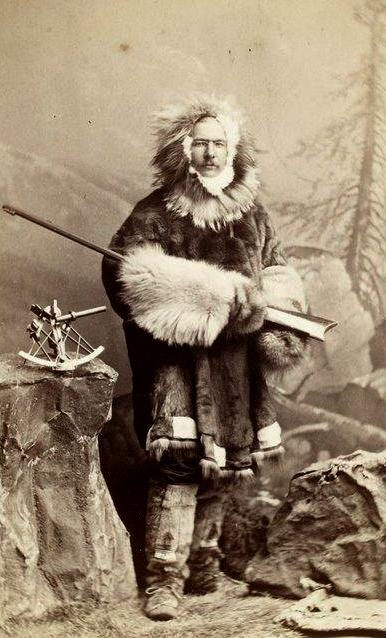
Frederick Schwatka in abbigliamento da esploratore artico

Nel 1878–1880, per conto della American Geographical Society, guidò una spedizione nell'artico canadese alla ricerca di registrazioni scritte che si pensava fossero state lasciate sull'isola di Re Guglielmo o nelle sue vicinanze dalla spedizione perduta di Franklin. Mentre viaggiava verso la baia di Hudson sullo schooner Eothen, la squadra di Schwatka comprendeva William Henry Gilder, suo secondo in comando, il naturalista Heinrich Klutshak, Frank Melms e Joe Eiberbing, un interprete e guida Inuit che aveva aiutato l'esploratore Charles Francis Hall nella ricerca di Franklin tra il 1860 ed il 1869.
Il gruppo, aiutato anche da altri Inuit, si diresse a nord dalla baia di Hudson "con tre slitte trainate da oltre 40 cani, relativamente poche provviste, ma con una grande quantità di armi e munizioni". Chiesero informazioni agli Inuit, visitarono luoghi in cui si sapeva che era passato Franklin e trovarono lo scheletro di uno dei suoi uomini. Nonostante la spedizione non sia riuscita a trovare le carte perdute, in un discorso tenuto durante una cena organizzata in onore di Schwatka dalla American Geographical Society nel 1880, disse che la sua spedizione aveva fatto "il più grande viaggio in slitta mai fatto sia come durata che come distanza percorsa" con undici mesi e quattro giorni e 4360 km, e che si trattava della prima spedizione artica in cui i bianchi avevano seguito la dieta Inuit.

## Ultima parte della carriera
Nel 1883 fu mandato ad esplorare il fiume Yukon per conto dello United States Army. Nell'oltrepassare il passo Chilkoot costruì zattere rudimentali e navigò lo Yukon fino alla foce nel mare di Bering, dando il nome a molti luoghi incontrati lungo la strada. Con oltre 2100 km percorsi, si trattò del più lungo viaggio in zattera mai fatto. La spedizione di Schwatka spaventò il governo canadese, il quale mandò una spedizione comandata da George Mercer Dawson ad esplorare lo Yukon nel 1887. All'inizio del 1886 Schwatka guidò due spedizioni private in Alaska finanziate da William Dickson Boyce e tre in Messico nordorientale e pubblicò una descrizione dei costumi sociali e della flora e fauna di queste regioni.
Schwatka ricevette la Roquette Arctic Medal dalla Société de Géographie de Paris ed una medaglia dalla Società geografica russa. Fu membro onorario delle Società geografiche di Brema, Ginevra e Roma.

## Opere
Nella lunga lista di pubblicazioni di Schwatka si trovano Along Alaska's Great River (1885) e The Search for Franklin (1882), ripubblicato nel 1965 col titolo di The Long Arctic Search.

## Morte
Morì a Portland, in Oregon, all'età di 43 anni nel 1892. Il The New York Times ne attribuì la morte ad un'accidentale overdose di morfina ma il Coconino Sun della contea di Coconino (Flagstaff), in Arizona, parlò di suicidio causato da laudano. Schwatka fu sepolto a Salem (Oregon).

## Retaggio
Il lago Schwatka di Whitehorse (Yukon) prende da lui il nome, così come monte Schwatka in Alaska. Nel 2007 un fucile Sharps artico commemorativo di Frederick Schwatka fu creato da un gruppo di famosi armaioli statunitensi. Inciso da Barry Lee Hands, il fucile mostra scene delle avventure artiche di Schwartka. Dal 1960, la nave da crociera MV Schwatka trasporta passeggeri lungo il fiume Yukon attraverso il Miles Canyon fino al lago Schwatka.